# Meio-soprano dramático
| Tipo de Voz  | Tipo de Voz |
| Feminino     | Masculino   |
| ------------ | ----------- |
| Soprano      | Tenor       |
| Meio-soprano | Barítono    |
| Contralto    | Baixo       |

Meio-soprano dramático é a meio-soprano ou mezzo-soprano com o timbre mais pesado, com um forte registro médio e um alto registro quente, sendo mais amplo e poderoso que a meio-soprano coloratura e lírica. Porém, a meio-soprano dramático tem menos agilidade vocal que a coloratura.
Na maioria das vezes a meio-soprano dramático tem o mesmo alcance que uma soprano dramático, e o que a distingue é que ela canta mais confortavelmente em uma tessitura mais baixa. Enquanto a soprano dramático pode sustentar notas longas no registo superior, a meio-soprano dramático tem mais poder nas faixas médias e baixas.
A meio-soprano dramática, assim como a meio-soprano coloratura e lírica, pode cantar de uma G3 a um B5 ou C6. É notável que sua gama é muito semelhante ao dos sopranos e é por isso que o intervalo nunca é o único meio de categorizar a voz de um cantor. A cor mais escura e uma tessitura menor é seu timbre característico.
Embora elas não costumam ter papéis principais nas óperas, as meio-sopranos dramáticas devem ter uma presença muito poderosa e dinâmica no palco. Na maioria das vezes as personagens são igualmente importantes para o desenvolvimento da ópera como as dos protagonistas, e assim as cantoras desta facha devem exercer um ar de imposição e confiança.
A meio-soprano dramático tem o poder de cantar sobre uma orquestra e coro, e mantém seu lugar fortemente no palco. Esta categoria normalmente é escalada para papéis de mulheres mais velhas, mães, bruxas malvadas e anti-heroínas. Embora existam alguns papéis relevantes no repertório francês-italiano, a maioria das personagens mezzo dramáticas estão nas óperas alemães e wagnerianas - onde quer que haja Richard Wagner, há drama.

## Personagens em Óperas
(*) Denota um papel de liderança
- Azucena, Il Trovatore (Verdi)*
- Amneris, Aida (Verdi)*
- Adelaide, Arabella (Richard Strauss)
- Brangane, Tristan und Isolde (Richard Wagner)
- A Bruxa Gingerbread, Hansel and Gretel (Humperdinck)
- A condessa, Pikovaya Dama (Tchaikovsky)
- Dalila, Samson et Dalila (Saint-Saëns)*
- Dido, Les Troyens (Berlioz)*
- Eboli, Don Carlos (Verdi)
- Fricka, Das Rheingold, Die Walküre (Wagner)
- Herodias, Salomé (Richard Strauss)
- Judith, A kékszakállú herceg vára (Bartók)*
- Klytämnestra, Elektra (Richard Strauss)
- Laura, La Gioconda (Ponchielli)
- Marina, Boris Godunov (Mussorgsky)
- Gertrude (mãe), Hansel and Gretel (Humperdinck)
- Ortrud, Lohengrin (Wagner)
- Princesa de Bouillon, Adriana Lecouvreur (Cilea)
- Waltraute, Götterdämmerung (Wagner)